# アーサー・セント・レジャー (第2代ドナラル子爵)
第2代ドナラル子爵アーサー・セント・レジャー（英語: Arthur St. Leger, 2nd Viscount Doneraile、1695年頃 – 1734年3月13日）は、アイルランド王国の政治家、貴族。

## 生涯
初代ドナラル子爵アーサー・セント・レジャーとエリザベス・ヘイズ（Elizabeth Hayes、1740年1月16日没、ジョン・ヘイズの娘）の息子として、1695年頃に生まれた。1715年9月28日、ダブリン大学トリニティ・カレッジに入学、1717年にB.A.の学位を修得、1719年にLL.D.の名誉学位を授与された。
1715年から1727年までドナラル選挙区の代表としてアイルランド庶民院議員を務め、1727年7月7日に父が死去するとドナラル子爵の爵位を継承した。
1734年3月13日にマン島で死去、息子アーサー・ムーンが爵位を継承した。

## 家族
1717年6月、メアリー・ムーン（Mary Mohun、1718年11月没、第3代オークハンプトンのムーン男爵チャールズ・ムーンの娘）と結婚、1男をもうけた。
- アーサー・ムーン（1718年 – 1750年） - 第3代ドナラル子爵

1725年3月、キャサリン・サラ・コニンガム（Catherine Sarah Conyngham、1783年8月2日埋葬、ジョン・コニンガムの娘）と再婚した。